# Norra Aplungen
Norra Aplungen är en sjö i Sunne kommun i Värmland och ingår i Göta älvs huvudavrinningsområde. Sjön har en area på 0,355 kvadratkilometer och ligger 225,2 meter över havet. Sjön avvattnas av vattendraget Aplungsälven.

## Delavrinningsområde
Norra Aplungen ingår i det delavrinningsområde (662807-134491) som SMHI kallar för Inloppet i Aplungen. Medelhöjden är 257 meter över havet och ytan är 25,33 kvadratkilometer. Det finns inga avrinningsområden uppströms utan avrinningsområdet är högsta punkten. Aplungsälven som avvattnar avrinningsområdet har biflödesordning 3, vilket innebär att vattnet flödar genom totalt 3 vattendrag innan det når havet efter 314 kilometer. Avrinningsområdet består mestadels av skog (88 procent). Avrinningsområdet har 0,54 kvadratkilometer vattenytor vilket ger det en sjöprocent på 2,1 procent.